# Dansehallerne
Dansehallerne er et  center for dans og koreografi i Danmark, og fra 31. august 2024 igen beliggende i Carlsberg Byen, i en 4.600 m² stor fredet bygning.
Dansehallerne åbnede i efteråret 2009 i Carlsbergs nedlagte mineralvandsfabrik på Vesterbro i København som en del af Carlsberg Byen.
Dansehallerne var resultatet af fusionen mellem Dansescenen og Dansens Hus. Dansehallerne rådet over tre scener dedikeret til moderne dans, samt en række dansestudier. I Foyeren var en café, billetsalg og en butik med danseudstyr.
I 2014 blev Dansehallernes kontrakt med Carlsberg Byen ikke forlænget og Dansehallernes ledelse, Bush Hartshorn og Benedikte Paaske, stoppede. Den 1. januar 2016 tiltrådte Efva Lilja som direktør of kunstnerisk leder for Dansehallerne og i 2017 flyttede Dansehallerne til midlertidige lokaler på Regnbuepladsen, hvorfra de flyttede til nye administrationslokaler på HC Andersens Boulevard 25 i København. Dansehallerne åbner sit nye hjem i Carlsberg Byen 31. august 2024.
I 2019 tiltrådte Danjel Andersson, tidligere leder for MDT i Stockholm, posten som kunstnerisk leder for Dansehallerne. 

## Kulturformidling
Dansekonsulenterne, som er en afdeling i Dansehallerne, arbejder med danseundervisning i skoler og institutioner for børn og unge i samarbejde med kommuner over hele landet. Dansehallerne havde også en bog- og videosamling.
Projektet Dans24syv arbejder for at fremme dansen på landsplan med den store årlige fejring af Dansens Dag og andre projekter.
Flere etablerede dansekompagnier, herunder Mute Comp. og Dansk Danseteater har tidligere haft fast residens i Dansehallerne.